# Friedrich Wilhelm Bergner
Friedrich Wilhelm Bergner (* 4. November 1837 in Riga; † 9. Juni 1907 ebenda) war ein deutscher Organist.

## Leben
Er war der Sohn von Friedrich Wilhelm Bergner (1802–1883) und dessen Ehefrau Elisabeth geborene von Bergmann aus Kannawurf und kam 1837 in Riga zur Welt. Nachdem er anfangs Musikunterricht vom Vater erhielt, unterrichtete ihn später der Domorganist Agthe in Riga. Später wechselte er zur Ausbildung nach Eisenach und nach Dresden.
Im Alter von 20 Jahren erhielt er eine Anstellung als Musiklehrer im livländischen Birkenruh, wo Bergner bis 1859 wirkte. Nach zweijährigem Aufenthalt in Reval wurde Wilhelm Bergner im Jahre 1861 Organist an der Anglikanischen Kirche in Riga. Gleichzeitig war er auch als Musiklehrer und Dirigent tätig und gehörte 1865 zu den Mitbegründern des Bachvereins in Riga. 1868 wurde ihm das Amt des Domorganisten in Riga übertragen. Als solcher veranlasste Bergner u. a. die Errichtung einer neuen großen Orgel im Dom durch die Firma von Eberhard Friedrich Walcker in den Jahren 1882 bis 1884.
Neben der Funktion als Domorganist war Wilhelm Bergner in den Jahren 1886 bis 1896 auch als Gesangslehrer am Gymnasium in Riga tätig. 1906 trat er in den Ruhestand und starb im darauffolgenden Jahr.